# Avantgarde-Jazz
Avantgarde-Jazz (in der einschlägigen Literatur fast immer als Avantgarde Jazz) ist ein Begriff, der von Musikern geprägt wurde und musikwissenschaftlich nicht definitorisch unterlegt ist. Teilweise wird darunter Free Jazz mit regelmäßigem Rhythmus und regelmäßigem Tempo verstanden, wobei andere musikalische Bestandteile wie Melodie und Akkorde relativ frei sind. 
Zunächst hat sich mit diesem Begriff ein Teil der Musiker von dem missverständlichen Begriff free distanziert. Der Begriff Avantgarde-Jazz gewann ab etwa 1990 eine neue und festere Bedeutung. Erneut haben ihn Musiker zur Selbstetikettierung verwendet. Seit dem völlig ungebundenen Free Jazz der 1960er-Jahre entstanden um 1980 mit dem Free Funk, verbunden mit Musikern wie James Blood Ulmer (Gitarre) und Ronald Shannon Jackson (Schlagzeug), erste bekanntere Zwischenstufen gebundener und ungebundener Jazzstile. Im Free Funk erklangen freie Melodie und Akkorde über hartem gebundenem Rhythmus, ähnlich wie er im Funk vorkommt, dem Nachfolge-Stil des Soul. Um 1990 wurde ein breites Stilspektrum verschiedenartiger Bands in der damals neuen New Yorker Live-Musik-Stätte Knitting Factory (siehe auch: John Zorn) mitgeschnitten, als LP oder CD vermarktet und weltweit so erfolgreich, dass man einen Begriff suchte für diesen zuerst als Konglomerat erscheinenden neuen Stilbereich. 
Zwei Richtungen erreichten größere Bedeutung: die freiere, für die sich der oben beschriebene Begriff Avantgarde-Jazz als Bezeichnung eine Zeit lang durchsetzte; sowie eine sich auf jüdische Musikelemente (Klezmer) berufende Richtung, die zu ganz eigenem weltweitem Erfolg gelangte und dadurch fester Begriff wurde. Hingegen blieb die Bezeichnung Avantgarde-Jazz immer etwas brüchig; auch hat sich für diesen Jazzstil die Bezeichnung experimenteller Jazz eingebürgert. Sogar eine dritte Richtung setzte an: die Einbeziehung des Computers bei Band-Auftritten anstelle eines Musikers oder als ein „Musiker“. Solche Ansätze werden vorerst auch unter Avantgarde-Jazz gefasst. Autoren wie Ekkehard Jost und Richard Cook weisen jedoch darauf hin, dass im Bereich des Jazz der Begriff Avantgarde problematisch und tendenziell „sogar unsinnig“ sein kann.

## Film
- Fire Music, Dokumentarfilm von Tom Surgal (2021)